# Riu di Mare Foghe
Il Riu di Mare Foghe è un corso d'acqua principale che si forma dall'unione di numerosi corsi che si originano nel massiccio del Montiferru e sfocia nello stagno di Mare e pontis come maggiore immissario. I principali affluenti sono il Riu Mannu di Milis e il Riu Pizzìu.

## Percorso
Si assume abbia inizio dal ponte sulla strada provinciale 65 della provincia di Oristano anche se in alcuni documenti si estende la sua origine fino al Riu Preda Lada che nasce dall'omonima sorgente in territorio di Santu Lussurgiu. Il suo percorso è divisibile in tre parti.
Una parte a monte dove discende prima dai versanti del Montiferru poi dall'altopiano di Abbasanta con una pendenza del 2,5%-3%: traccia il confine amministrativo fra i comuni di Santu Lussurgiu e Paulilatino, attraversa il territorio di Bonarcado e ne traccia il confine amministrativo col comune di Paulilatino.
Una parte intermedia con una pendenza del 0,3% e  attraversa il territorio di Bauladu dove vi confluisce il riu Pizzìu per poi entrare nel territorio del comune di Tramatza dove, costeggiando la SS 131, scorre sotto il ponte romano.
Una parte nella piana costiera con pendenza di 0,03%: lasciando Tramatza l'alveo si allarga. In questo tratto, mentre proseguendo il percorso segna i confini di San Vero Milis, Zeddiani e Baratili San Pietro, incontra il riu Mannu. Infine attraversa il territorio di Riola Sardo e si getta nello stagno di Cabras.

## Invasione da Giacinto d'acqua

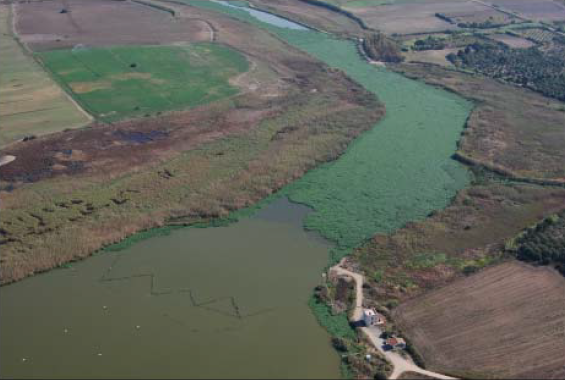
Riu di Mare Foghe in zona Pischeredda invaso dal giacinto d'acqua

Per vari anni, a partire dal 2010, il tratto di Riu Mare Foghe lungo 8 km che ricade nei territori di Riola Sardo, Zeddiani, Nurachi e Baratili è stato interessato da una grave invasione di Giacinto d'acqua (Pontederia crassipes) una pianta acquatica infestante originaria del Bacino dell'Amazzonia.
Numerose soluzioni sono state pensate e quella applicata è stata la rimozione meccanica della pianta. Questa soluzione da sola non sarebbe stata sufficiente se nel 2012 non si fosse attuata la rimozione dell'opera di sbarramento realizzata nel tratto di Pischeredda alla foce del corso d'acqua nello stagno di Cabras.
Lo sbarramento fu realizzato nei primi anni 90 per far fronte alla crisi idrica causata delle intense ondate di siccità di quegli anni. Lo sbarramento impediva all'acqua salata dello stagno di risalire lungo il corso d'acqua e permetteva di utilizzarla per scopi irrigui. Il ripristino della continuità tra lo stagno e il Riu di Mare Foghe ha aumentato la salinità dell'acqua impedendo al Giacinto d'acqua di proliferare. Nel 2017 il problema è stato dichiarato risolto dal sindaco di Riola Sardo.